# Кіселево (Мазовецьке воєводство)
Кіселево (пол. Kisielewo) — село в Польщі, у гміні Серпць Серпецького повіту Мазовецького воєводства.
Населення — 124 особи (2011).
У 1975-1998 роках село належало до Плоцького воєводства.

## Демографія
Демографічна структура станом на 31 березня 2011 року:
|          | Загалом | Допрацездатний вік | Працездатний вік | Постпрацездатний вік |
| -------- | ------- | ------------------ | ---------------- | -------------------- |
| Чоловіки | 68      | 16                 | 45               | 7                    |
| Жінки    | 56      | 16                 | 28               | 12                   |
| Разом    | 124     | 32                 | 73               | 19                   |